# Zélia Duncan
Zélia Duncan (sinh 28 tháng 10 năm 1964), tên khai sinh là Zélia Cristina Gonçalves Moreira, là một ca sĩ và nhà soạn nhạc người Brazil.

## Tiểu sử
Zélia sinh tại Niterói, bang Rio de Janeiro, Brazil. Sau đó, bà di cùng gia đình đến Brasília và bà đã sống tại đây 16 năm. Bà bắt đầu sự nghiệp theo hướng chuyên nghiệp của mình vào năm 1981 sau khi chiến thắng một cuộc thi được tổ chức bởi Quỹ tài trợ nghệ thuật (National Foundation of Arts). Khi bà 22 tuổi, bà trở về Rio. Sử dụng nghệ danh "Zélia Cristina", lần đầu tiên bà biểu diễn với vai trò là một nghệ sĩ độc tấu tại Botanic ở Rio de Janeiro. Năm 1990, bà phát hành LP "Outra Luz" ("Another Light"), và bắt đầu biểu diễn ở các thành phố như São Paulo, Florianópolis, Porto Alegre và tham gia các chương trình truyền hình.
Cuối năm 1991, bà chấp nhận lời đề nghị biểu diễn ở Các Tiểu vương quốc Ả Rập Thống nhất. Bà ở đó 5 tháng và trở về quê hương Brazil vào tháng 5 năm 1992. Cũng trong năm nay, bà thu âm một ca khúc trong cuốn sách của Dorival Caymmi và sử dụng nghệ danh Duncan, vốn là tên thời con gái của mẹ bà. Năm 1994, bà cho ra mắt CD đầu tiên, Zélia Duncan và hai năm sau bà thu âm Intimidade (Intimacy), việc khiến bà dành ra một mùa làm việc ở châu Âu và Nhật Bản.
Năm 2006, Zélia được mời tham gia tour diễn của ban nhạc rock huyền thoại Os Mutantes, thay thế Rita Lee trong vai trò ca sĩ. Tour diễn đã thành công và Duncan trở thành thành viên chính thức của ban nhạc. Tuy nhiên, năm 2007, bà quyết định rời nhóm để tiếp tục sự nghiệp solo của mình. Trong năm 2008, bà phát hành một đĩa CD và DVD của các chương trình bà đã thực hiện với Simone Bittencourt de Oliveira trong năm 2006 và 2007. Tên của đĩa CD và DVD là Amigo é a Casa (Bạn là nhà). Simone và Zélia trình diễn tại ba thành phố Bồ Đào Nha - Figueira da Foz, Oporto và Lisbon.

## Danh sách âm nhạc
- 1990 – Outra Luz
- 1994 – Zélia Duncan
- 1996 – Intimidade
- 1998 – Acesso
- 2001 – Sortimento
- 2002 – Sortimento Vivo
- 2003 – Avassaladora
- 2004 – Eu me Transformo em Outras
- 2005 – Pré-Pós-Tudo-Bossa-Band
- 2006 – Os Mutantes – Live In Barbican Theatre (với Os Mutantes)
- 2008 – Amigo é casa (hát live với Simone)
- 2009 – Pelo Sabor do Gesto
- 2012 – Tudo Esclarecido